# Ptochophyle prouti
Ptochophyle prouti là một loài bướm đêm trong họ Geometridae.